# 길티 기어 2: 오버추어
《길티 기어 2: 오버추어》(Guilty Gear 2: Overture)는 아크 시스템 워크스가 제작하고 발매한 엑스박스 360 전용 게임 소프트이다. 2007년 11월 29일에 발매했다. 엑스박스 라이브에 대응한다.

## 개요
GUILTY GEAR 이래 9년 만에, 2번째 작품인 정규 속편 타이틀. 이야기는 GG에서 수년후의 세계에서 진행되며, 솔 베드가이를 중심으로 전개되기 때문에, 지금까지 작품에 등장하는 인물은 솔과 카이 키스크 이외는 등장하지 않는다.
그래픽은 3D로 되었고, 장르도 지금까지의 대전형 격투 게임에서, 독자 장르인 메레 액션으로 되었다.

## 평가
| 리뷰                                                                  |         |
| --------------------------------------------------------------------- | ------- |
| 평론 점수 평론사 점수 EGM C 게임 인포머 6.25/10 [ 4 ] OXM (US) 6.0/10 |         |
| 평론 점수                                                             |         |
| 평론사                                                                | 점수    |
| EGM                                                                   | C       |
| 게임 인포머                                                           | 6.25/10 |
| OXM (US)                                                              | 6.0/10  |